# Regret (New Order)
Regret is een nummer van de Britse band New Order uit 1993. Het is de eerste single van hun zesde studioalbum Republic.
Het nummer beschrijft hoe het is om een normaal leven te blijven leiden wanneer je beroemd bent. "Regret" werd vooral op de Britse eilanden en in Canada een grote hit. In het Verenigd Koninkrijk haalde het de 4e positie. In Nederland haalde het nummer de 8e positie in de Tipparade.